# 2763 Jeans
2763 Jeans (1982 OG) là một tiểu hành tinh vành đai chính được phát hiện ngày 24 tháng 7 năm 1982 bởi E. Bowell ở Flagstaff (AM).